# Arthur de Pins
Arthur de Pins (22 september 1977) is een Frans stripauteur, illustrator en animator van tekenfilms. Hij is de auteur van de strip en tekenfilm Zombillenium. De Pins tekent digitaal zonder contourlijnen en wordt geprezen om zijn grafische elegantie.

## Carrière
Hij werd geboren in Bretagne maar verhuisde op jonge leeftijd naar Versailles. Hij volgde een kunstopleiding en debuteerde als animator van tekenfilms en als illustrator. In 2005 begon hij met het tekenen van strips. Het eerste deel van zijn strip De krabbenmars verscheen in 2010. Het is een zuurzoete fabel in drie delen over de domheid van de mensheid. Deze strip is een herneming van een eerdere, korte animatiefilm uit 2004 (La révolution des crabes). Hij koos voor het medium strip omdat hij er niet in slaagde de nodige fondsen bijeen te krijgen voor een langspeelfilm over deze krabben. De Pins inspireerde zich op het strand van Royan, waar hij als kind zijn vakanties doorbracht.
Het echte succes kwam met de strip Zombillenium, waarvan het eerste deel ook in 2010 verscheen bij stripuitgeverij Dupuis. De strip speelt zich af in een griezelpretpark in het noorden van Frankrijk, waar alle werknemers duistere wezens zijn, zoals vampiers, zombies of weerwolven, zonder dat het publiek dit doorheeft. In 2017 maakte hij van deze succesvolle strip een lange animatiefilm.